# MasterChef Portugal
MasterChef Portugal é a versão do talent show de culinária MasterChef da BBC adaptado para Portugal. A 1.ª edição, com apresentação de Sílvia Alberto, foi transmitida pela RTP1 aos Sábados à noite. As 2.ª,3.ª e 4.ª edições regulares, as duas primeiras edições júnior e a edição de celebridades foram transmitidas pela TVI com a apresentação de Manuel Luís Goucha e de Leonor Poeiras desta última.

Em junho de 2021, é confirmado que o formato regressará a antena da RTP1, para a 5a edição que estreia no dia 20 de novembro de 2021. A partir de 2021 o programa, traz a novidade de não ter apresentador e ter apenas os jurados à frente da emissão.
Em julho de 2022, é confirmado que o formato regressará a antena da RTP1, para a 6a edição nos mesmos moldes que a edição anterior.
Em novembro de 2023, a RTP1 estreou a 7a edição do concurso, sem apresentador, tal como nas últimas edições.

## Temporadas

### Regular
| Temporada | Temporada | Episódios | Estação | Horário              | Data de Exibição        | Data de Exibição        | Vencedor         | Jurados                                             | Apresentador/a     |
| Temporada | Temporada | Episódios | Estação | Horário              | Estreia                 | Final                   | Vencedor         | Jurados                                             | Apresentador/a     |
| --------- | --------- | --------- | ------- | -------------------- | ----------------------- | ----------------------- | ---------------- | --------------------------------------------------- | ------------------ |
|           | 1         | 11        | RTP1    | Sábados 22h/23h      | 9 de julho de 2011      | 17 de outubro de 2011   | Lígia            | Chef Cordeiro, Justa Nobre, Ljubomir Stanisic       | Sílvia Alberto     |
|           | 2         | 13        | TVI     | Sábados 22h/23h      | 8 de março de 2014      | 31 de maio de 2014      | Rita Eloi Neto   | Manuel Luís Goucha, Rui Paula e Miguel Rocha Vieira | Manuel Luís Goucha |
|           | 3         | 15        | TVI     | Sábados 22h/23h      | 28 de fevereiro de 2015 | 6 de junho de 2015      | Manuel Fernandes | Manuel Luís Goucha, Rui Paula e Miguel Rocha Vieira | Manuel Luís Goucha |
|           | 4         | 13        | TVI     | Domingos 21h45-23:40 | 1 de setembro de 2019   | 24 de novembro de 2019  | Rúben Silva      | Rui Paula, Miguel Rocha Vieira e Nuno Bergonse      | Manuel Luís Goucha |
|           | 5         | 15        | RTP1    | Sábados 21h-23h      | 20 de novembro 2021     | 26 de fevereiro 2022    | Teresa Colaço    | Vítor Sobral, Óscar Geadas, Marlene Vieira          | —                  |
|           | 6         | 13        | RTP1    | Sábados 21h-23h      | 26 de novembro de 2022  | 18 de fevereiro de 2023 | Sahima Hajat     | Pedro Pena Bastos, Noélia Jerónimo, Ricardo Costa   | —                  |
|           | 7         | 14        | RTP1    | Sábados 21h-23h      | 18 de novembro de 2023  | 17 de fevereiro de 2024 | Rui Lemos        | Noélia Jerónimo, Diogo Rocha e Miguel Rocha Vieira  | —                  |
|           | 8         |           | RTP1    | Sábados 21h-23h      | 30 de novembro de 2024  |                         |                  | Pedro Pena Bastos, Juliana Penteado e Rui Paula     | —                  |

### Júnior
| Temporada | Temporada | Episódios | Estação | Horário  | Data de Exibição       | Data de Exibição      | Vencedor | Jurados                                               | Apresentador       |
| Temporada | Temporada | Episódios | Estação | Horário  | Estreia                | Final                 | Vencedor | Jurados                                               | Apresentador       |
| --------- | --------- | --------- | ------- | -------- | ---------------------- | --------------------- | -------- | ----------------------------------------------------- | ------------------ |
|           | 1         | 10        | TVI     | Domingos | 22 de maio de 2016     | 31 de julho de 2016   | Maria    | Manuel Luís Goucha, Rui Paula e Miguel Rocha Vieira   | Manuel Luís Goucha |
|           | 2         | 10        | TVI     | Domingos | 19 de novembro de 2017 | 28 de janeiro de 2018 | Américo  | Manuel Luís Goucha, Rui Paula e Miguel Rocha Vieira   | Manuel Luís Goucha |
|           | 3         | 4         | RTP1    | Sábados  | 1 de junho de 2024     | 22 de junho de 2024   |          | Pedro Pena Bastos, Óscar Geadas e Teresa Horta Colaço | -                  |
|           | 4         |           | RTP1    | Sábados  | junho de 2025          |                       |          |                                                       | -                  |

### Celebridades
| Temporada | Temporada | Episódios | Estação | Horário                                    | Data de Exibição   | Data de Exibição   | Vencedor      | Jurados                                       | Apresentadora  |
| Temporada | Temporada | Episódios | Estação | Horário                                    | Estreia            | Final              | Vencedor      | Jurados                                       | Apresentadora  |
| --------- | --------- | --------- | ------- | ------------------------------------------ | ------------------ | ------------------ | ------------- | --------------------------------------------- | -------------- |
|           | 1         | 8         | TVI     | Sábado (Episódo 1-3) Domingo (Episódo 4-8) | 20 de maio de 2017 | 9 de julho de 2017 | Afonso Vilela | Rui Paula, Miguel Rocha Vieira e Kiko Martins | Leonor Poeiras |

### Especiais
| Especial               | Especial     | Episódios | Estação | Dia de Exibição | Data de Exibição       | Data de Exibição | Data de Exibição | Jurados                                            | Apresentador       |
| Especial               | Especial     | Episódios | Estação | Dia de Exibição | Estreia                | Vencedor         | Audiência        | Jurados                                            | Apresentador       |
| ---------------------- | ------------ | --------- | ------- | --------------- | ---------------------- | ---------------- | ---------------- | -------------------------------------------------- | ------------------ |
|                        | Natal        | 2         | TVI     | Sábado          | 22 de dezembro de 2018 | Rita Elói Neto   | 25.0%            | Rui Paula, Miguel Rocha Vieira e Nuno Bergonse     | Manuel Luís Goucha |
| 29 de dezembro de 2018 | Natal        | 2         | TVI     | Sábado          | Luís Portugal          | 25.9%            |                  |                                                    |                    |
|                        | Ano Novo     | 1         | RTP1    | Sábado          | 31 de dezembro de 2022 |                  |                  | Pedro Pena Bastos, Noélia Jerónimo e Ricardo Costa | Filomena Cautela   |
|                        | Avós         | 1         | RTP1    | Sábado          | 23 de dezembro de 2023 |                  |                  | Noélia Jerónimo, Miguel Rocha Vieira e Diogo Rocha | Filomena Cautela   |
|                        | Celebridades | 1         | RTP1    | Quarta-feira    | 1 de janeiro de 2025   | Jorge Mourato    | -                | Pedro Pena Bastos, Juliana Penteado e Rui Paula    | -                  |

## Formato
As audições do Masterchef têm várias fases:
- Pré-audições - Realizadas em Lisboa e no Porto, são aqui selecionados os 500 participantes para a mega audição.
- Mega audição - Na Mega audição, os 500 participantes selecionados na fase anterior são avaliados pelos Chefs assistentes e depois pelos jurados do programa. Aqui são selecionados 60 concorrentes que recebem a "colher de pau", mas nas duas primeiras edições foram selecionados 61.
- Bootcamp - Nesta fase os concorrentes têm de fazer um prato onde um ingrediente (selecionado pela produção) tem de ser a estrela do prato. Aqui são selecionados os 15 aspirantes a MasterChef Portugal.
- Top 20 - Ao contrário da primeira edição, depois do Bootcamp foram selecionados 20 concorrentes que entraram na cozinha do MasterChef. Depois desta prova, são selecionados os 15 aspirantes a MasterChef que recebem o avental com o seu nome.

## Jurados

### Manuel Luís Goucha
Tem 63 anos. Nasceu em Lisboa mas cedo foi viver para a Figueira da Foz. Estudou em Coimbra até aos 19 anos, idade com que regressou à capital. Foi ator profissional de teatro durante 10 anos, estreando-se em televisão em 1984, com o seu inesquecível bigode farfalhudo, num programa de culinária para crianças. Do seu percurso pela RTP destacam-se os programas «Olha que Dois», que apresentava em 1993 com Teresa Guilherme, e a «Praça da Alegria», que conduziu entre 1995 e 2002, nas manhãs da RTP. Depois de «Momentos de Glória» em 1994, Manuel Luís Goucha regressou em 2002 à TVI, para conduzir o programa das manhãs, primeiro o «Olá Portugal» e depois o «Você na TV», líder de audiências desde 2004 – apresenta ao lado de Cristina Ferreira e Maria Cerqueira Gomes. Foram vários os projetos conduzidos por Manuel Luís Goucha na TVI, nomeadamente as galas de «Uma Canção para Ti» e «A Tua Cara Não Me É Estranha», e os programas «Mulheres da Minha Vida», «De Homem Para Homem», e «Controversos», este último na TVI24. Ganhou vários prémios com os seus trabalhos em televisão. Para além da televisão, Manuel Luís Goucha dedicou parte da sua vida à cozinha, em especial à doçaria. Tem vários livros de cozinha e doçaria publicados, como «Os Doces do Manel», «Em Banho Manel», «Doçaria - Uma Tradição Portuguesa», «Bolos e Doces sem Açúcar», entre outros. Esteve à frente do restaurante e da loja gourmet do Belas Clube de Campo e foi dono do restaurante «Em Banho Manel», em S. Pedro de Sintra. Atualmente, apresenta diariamente o programa «Você na TV», e dedica-se também ao «Cabaré do Goucha», um blogue de opinião, onde publica algumas das suas receitas. Um homem viajado, com uma cultura vastíssima, conhecedor e crítico da cultura gastronómica nacional e internacional, e muito exigente. Como jurado, Manuel Luís Goucha vai desempenhar o papel do crítico gastronómico do MasterChef.

### ChefRui Paula
Tem 47 anos e nasceu no Porto. É proprietário e Chef Executivo de três restaurantes - o DOC, o DOP e o Rui Paula Recife. Autodidata, abriu em 1994 o seu primeiro restaurante, o Cêpa Torta, em Alijó. Passou pelas cozinhas de José Cordeiro, na Casa da Calçada, de Miguel Castro Silva, no Bull & Bear, e de Anton Edelmann, no Savoy, em Londres. Foi Directors' Table da Sodexho e Chef Patron no London's Allium, e, ainda antes do seu projeto DOC, passou por um 3 Estrelas Michelin, o El Celler de Can Roca, dos irmãos Roca. Em 2007, numa sociedade com o seu irmão, abriu o Restaurante DOC (Degustar, Ousar e Comunicar), nas margens do Douro, e em 2010, o DOP, no Palácio das Artes do Porto. Em 2011, assumiu funções como Chefe Consultor do Hotel Vidago Palace. Recentemente, em outubro, abriu um novo restaurante no Brasil, o Rui Paula Recife. recentemente tem em seu poder a Casa de Chá da Boa nova em Leça Da Palmeira, onde ganhou em 2017 uma estrela Michelin. Ganhou inúmeros prémios, tais como a distinção de «indispensável» na categoria de Cozinha de Autor e pelas melhores cartas de vinhos, pela revista «Vinhos», em dois dos seus restaurantes, DOC e DOP. Rui Paula irá preocupar-se com a importância da conservação dos verdadeiros sabores, com as histórias dos pratos. É um chef experiente e respeitado, por isso duro e muitas vezes temido pelos concorrentes.

### ChefMiguel Rocha Vieira
Tem 36 anos, é natural de Póvoa de Rio de Moinhos na Beira Baixa, e é o Chef Executivo do Restaurante do Hotel Fortaleza do Guincho (garantindo a renovação da estrela em 2016) e Chef consultor do Costes Restaurant e Costes Downtown, ambos em Budapeste. Acompanha o projecto Costes desde a abertura e no qual ganhou uma Estrela Michelin em 2010, a primeira Estrela Michelin alguma vez atribuída a um restaurante na Hungria. Desde então o grupo Costes tem vindo a renovar a estrela em todos anos até à data.
Concluiu os estudos em Londres, na prestigiada escola de Cozinha "Le Cordon Bleu", e, foi aí que iniciou a sua carreira no "1 Lombard Street" (1 estrela Michelin). Segue-se Franca onde trabalhou primeiro no Chateau de Divonne (1 estrela Michelin) e mais tarde na celebre Maison Pic (Relais Chateaux, 3 estrelas Michelin). Já em Espanha, Miguel Rocha Vieira atingiu a categoria de Sous Chef no Hotel el Castell de Ciutat (Relais Chateaux, 1 estrela Michelin) e mais tarde na Hacienda Benazuza, o Hotel em Sevilha de Ferran Adria do famoso Restaurante El Bulli (2 estrelas Michelin).
Para além da sua paixão pela "Alta Cozinha", Miguel adora viajar. Considera-se uma pessoa ambiciosa e sempre disposta a aprender. Rocha Vieira é desconcertante, é irrequieto e imprevisível não só enquanto cozinha mas também quando avalia e conversa com os candidatos. Nunca nenhum concorrente saberá bem o que virá dos seus comentários.

## Sumário das Edições
| Edição       | Ano(s)    | Canal | Vencedores       | Outros Finalistas | Outros Finalistas | Outros Finalistas  | Apresentação       | Jurados            | Jurados         | Jurados             |
| 1            | 2011      | RTP1  | Lígia            | Luís              | Mauro             | Sónia              | Sílvia Alberto     | Chef Cordeiro      | Justa Nobre     | Ljubomir Stanisic   |
| 2            | 2014      | TVI   | Rita Eloi Neto   | Sónia             | Leonor            | sem 3ºfinalista    | Manuel Luís Goucha | Manuel Luís Goucha | Rui Paula       | Miguel Rocha Vieira |
| 3            | 2015      | TVI   | Manuel Fernandes | Ann-Kristin       | Pedro             | Joana              | Manuel Luís Goucha | Manuel Luís Goucha | Rui Paula       | Miguel Rocha Vieira |
| Júnior 1     | 2016      | TVI   | Maria            | José Mata         | Rosarinho         | Tomás              | Manuel Luís Goucha | Manuel Luís Goucha | Rui Paula       | Miguel Rocha Vieira |
| Celebridades | 2017      | TVI   | Afonso Vilela    | Sara Prata        | Vanda Miranda     | Naide Gomes        | Leonor Poeiras     | Kiko Martins       | Rui Paula       | Miguel Rocha Vieira |
| Júnior 2     | 2017-2018 | TVI   | Américo          | Nuno              | Maria             | Flor               | Manuel Luís Goucha | Manuel Luís Goucha | Rui Paula       | Miguel Rocha Vieira |
| Natal        | 2018      | TVI   | Rita Eloi Neto   | sem informação    | sem informação    | sem informação     | Manuel Luís Goucha | Nuno Bergonse      | Rui Paula       | Miguel Rocha Vieira |
| Natal        | 2018      | TVI   | Luís Portugal    | sem informação    | sem informação    | sem informação     | Manuel Luís Goucha | Nuno Bergonse      | Rui Paula       | Miguel Rocha Vieira |
| 4            | 2019      | TVI   | Rúben Silva      | Ana Sofia         | Margarita         | sem 3ºfinalista    | Manuel Luís Goucha | Nuno Bergonse      | Rui Paula       | Miguel Rocha Vieira |
| 5            | 2021      | RTP1  | Teresa Colaço    | David Vitorino    | Tânia Amor        | Fernanda Magalhães | -                  | Vítor Sobral       | Marlene Vieira  | Óscar Geadas        |
| 6            | 2022/2023 | RTP1  | Sahima Hajat     | Ana Sanchez       | Lionel Martins    | Rita Costa         | -                  | Pedro Pena Bastos  | Noélia Jerónimo | Ricardo Costa       |
| 7            | 2023/2024 | RTP1  |                  |                   |                   |                    | -                  | Diogo Rocha        | Noélia Jerónimo | Miguel Rocha Vieira |
| ------------ | --------- | ----- | ---------------- | ----------------- | ----------------- | ------------------ | ------------------ | ------------------ | --------------- | ------------------- |

## Audiências
| Temporada | Estreia                 | Final                   | Episódios | Estreia Rating | Estreia Share | Posição (no dia) | Final Rating | Final Share | Posição (no dia) | Média       |
| --------- | ----------------------- | ----------------------- | --------- | -------------- | ------------- | ---------------- | ------------ | ----------- | ---------------- | ----------- |
| 1         | 9 de julho de 2011      | 17 de outubro de 2011   | 11        | 8,5%           | 26,1%         |                  | 8,9%         | 23,1%       |                  | 7,6% 22,7%  |
| 2         | 8 de março de 2014      | 31 de maio de 2014      | 13        | 14,9%          | 34,0%         | 1.º              | 13,8%        | 33,8%       | 1.º              | 13,5% 32,3% |
| 3         | 28 de fevereiro de 2015 | 6 de junho de 2015      | 15        | 14,6%          | 30,3%         | 1.º              | 11,8%        | 31,3%       | 3.º              | 11,4% 30,1% |
| J1        | 22 de maio de 2016      | 31 de julho de 2016     | 10        | 14,1%          | 31,4%         | 3º               | 13,6%        | 35,5%       | 1.º              | 13,3% 30,7% |
| C1        | 20 de maio de 2017      | 9 de julho de 2017      | 8         | 10,3%          | 25,0%         | 2.º              | 11,2%        | 27,9%       | 1.º              | 9,6% 26,7%  |
| J2        | 19 de novembro de 2017  | 28 de janeiro de 2018   | 10        | 10,4%          | 21,7%         | 4.º              | 14%          | 29,5%       | 1.º              |             |
| Natal     | 22 de dezembro de 2018  | 29 de dezembro de 2018  | 2         | 9,9%           | 25,0%         | 1.º              | 11,1%        | 25,9%       | 1.º              | [ 16 ]      |
| 4         | 1 de setembro de 2019   | 24 de novembro de 2019  | 13        | 7,6%           | 17%           | 6º               | 6%           | 12,9%       | 14º              |             |
| 5         | 20 de novembro 2021     | 26 de fevereiro 2022    | 15        | 5%             | 11,3%         |                  | 5,8%         | 12,1%       |                  |             |
| 6         | 26 de novembro de 2022  | 18 de fevereiro de 2023 | 13        | 4,6%           | 10,5%         |                  | 6,2%         | 13,5%       |                  |             |
| 7         | 18 de novembro de 2023  | 17 de fevereiro de 2024 | 14        | 5,7%           | 13,4%         | 6.º              | 4,8%         | 10,4%       |                  |             |
| J3        | 1 de junho de 2024      |                         | 14        | 3,5%           | 10,1%         |                  |              |             |                  |             |

## MasterChef Júnior
No dia 20 de outubro de 2015 foram abertas as inscrições do primeiro MasterChef Júnior de Portugal. O programa estreou dia 22 de maio de 2016, ao domingo. Os jurados permaneceram os mesmos das duas temporadas anteriores de adultos.

## Prémios
O vencedor do MasterChef Portugal, irá receber uma bolsa de estudo no valor de 36 mil euros, para estudar na Le Cordon Bleu, em Madrid, que lhe poderá conferir um diploma.
O segundo classificado vai ter lugar na mesma escola, mas irá frequentar um curso no valor de 5 mil euros, que lhe poderá conferir um certificado. Na 2.ª temporada, este prémio passa a ser de 7 900 euros.

## Nomeações e Prémios
Os Troféus TV 7 dias foram criados em 2010.
| Troféus TV 7 Dias | Troféus TV 7 Dias                     | Troféus TV 7 Dias  | Troféus TV 7 Dias | Troféus TV 7 Dias |
| Ano               | Categoria                             | Nomeação           | Resultado         |                   |
| ----------------- | ------------------------------------- | ------------------ | ----------------- | ----------------- |
| 2014              | Melhor Programa de Entretenimento     | MasterChef 1       | Indicado          |                   |
| 2015              | Melhor Programa de Entretenimento     | MasterChef 2       | Indicado          |                   |
| 2015              | Melhor apresentador de Entretenimento | Manuel Luís Goucha | Venceu            |                   |
| 2016              | Melhor Programa de Entretenimento     | MasterChef Júnior  | Indicado          |                   |
| 2016              | Melhor apresentador de Entretenimento | Manuel Luís Goucha | Venceu            |                   |